# Lijst van koningen van de Noldor
De Hoge Koningen van de Noldor zijn fictieve figuren uit de trilogie In de ban van de ring van J.R.R. Tolkien. Er zijn in totaal zeven, waarvan vijf (gedeeltelijk) in ballingschap in Midden-aarde.
| Naam      | Relatie met voorganger             | Gestorven                                                                         |
| --------- | ---------------------------------- | --------------------------------------------------------------------------------- |
| Finwë     | eerste koning van de Noldor        | Gedood nabij Formenos door Melkor                                                 |
| Fëanor    | Oudste zoon van Finwë              | Gedood door dienaren van Morgoth in Dagor-nuin-Giliath                            |
| Fingolfin | Halfbroer van Fëanor               | Gedood tijdens Dagor Bragollach door Morgoth in een tweegevecht                   |
| Fingon    | Oudste zoon van Fingolfin          | Gedood in de Nirnaeth Arnoediad door Gothmog, kapitein van de Balrogs van Morgoth |
| Turgon    | Broer van Fingon                   | Gedood bij de val van Gondolin                                                    |
| Gil-galad | Zoon van Fingon en neef van Turgon | Gedood door Sauron bij Barad-dûr                                                  |
| Finarfin  | Broer van Fingolfin                | Leeft in Valinor                                                                  |

## Het verloop
Finwë ontwaakte in Cuiviénen en was Hoge Koning in Valinor.
Zijn zoon Fëanor keerde samen met het grootste deel van de Noldor terug naar Midden-aarde, waarop Finarfin de officieuze Hoge Koning werd van de Noldor in Valinor. Fëanor, Fingolfin, Fingon, Turgon en Gil-galad waren dus de Hoge koningen in ballingschap.
Na de dood van Gil-galad was er geen directe opvolger en niemand eiste het koningschap op. Daarom werd Finarfin Hoge Koning van de Noldor in Valinor en eindigde het Koningschap in Midden-aarde. Galadriel, de dochter van Finarfin, is na de dood van Gil-galad de enige rechtstreekse afstammeling van Fingolfin, maar is officieel geen Hoge Koning.  Ze kan wel als leider van de Noldor in Midden-aarde worden gezien.